# Kunzeana popae
Kunzeana popae är en insektsart som beskrevs av Ruppel och Delong 1951. Kunzeana popae ingår i släktet Kunzeana och familjen dvärgstritar. Utöver nominatformen finns också underarten K. p. jacintae.